# Far East Movement
Far East Movement, stylisé Far⋆East Movement ou abrégé FM, est un groupe de hip-hop américain, originaire de Los Angeles, en Californie. Le groupe se forme en 2003 et compose de Kev Nish (Kevin Nishimura), Prohgress (James Roh), J-Splif (Jae Choung), et DJ Virman (Virman Coquia). Leur single Like a G6 aux côtés de la chanteuse Dev atteint la première place du classement Billboard Hot 100 et sur iTunes en fin octobre 2010, faisant d'eux le premier groupe américano-asiatique à atteindre la première place du Billboard Hot 100,. Le remix du titre Get Up (Rattle) des Bingo Players, publié en 2012, auquel ils participent, atteint également les classements.
Leur chanson Round Round est inclus dans le film The Fast and the Furious: Tokyo Drift, et la bande-son du jeu vidéo et du DVD. Depuis Round Round, le groupe participe à plusieurs émissions américaines comme CSI: Miami, CSI: NY, Entourage, Gossip Girl, et Finishing the Game (un film tourné au Sundance de 2007).

## Biographie

### Folk Music(2003–2007)
Les trois membres de Far East Movement, Kevin Nishimura (Kev Nish), James Roh (Prohgress), et Jae Choung (J-Splif), ont grandi au Downtown Los Angeles. Tous les trois étaient au même lycée et partageaient le même intérêt pour la musique. Le trio publie sa musique en ligne et commence à jouer dans des clubs locaux à Los Angeles ; peu après, ils commencent leur carrière musicale sous le nom de Emcees Anonymous en 2001. Cependant, ils changent par la suite en Far East Movement ou FM, un nom inspiré d'une chanson qu'ils ont produit il y a quelque temps. En 2003, ils lancent un événement appelé Movementality à Koreatown, Los Angeles.
En 2005, Far East Movement publie une mixtape intitulée Audio-Bio, qui est l'un de leurs premiers CD et se compose de chansons inédites. Leur premier album, Folk Music, est publié au début de 2006. Le single Round Round est inclus dans le film, The Fast and the Furious: Tokyo Drift, et devient à la bande-son du jeu vidéo et de l'album homonymes. À ce stade, les trois décident de poursuivre leur carrière musicale. Leur chanson Get Offa Me et Make Ya Self sont inclus dans le jeu vidéo The Fast and the Furious publié en 2006. En 2007, ils participent au film du Sundance Film Festival intitulé Finishing the Game, avec leur chanson Satisfaction.

### DJ Virman etAnimal(2008–2009)

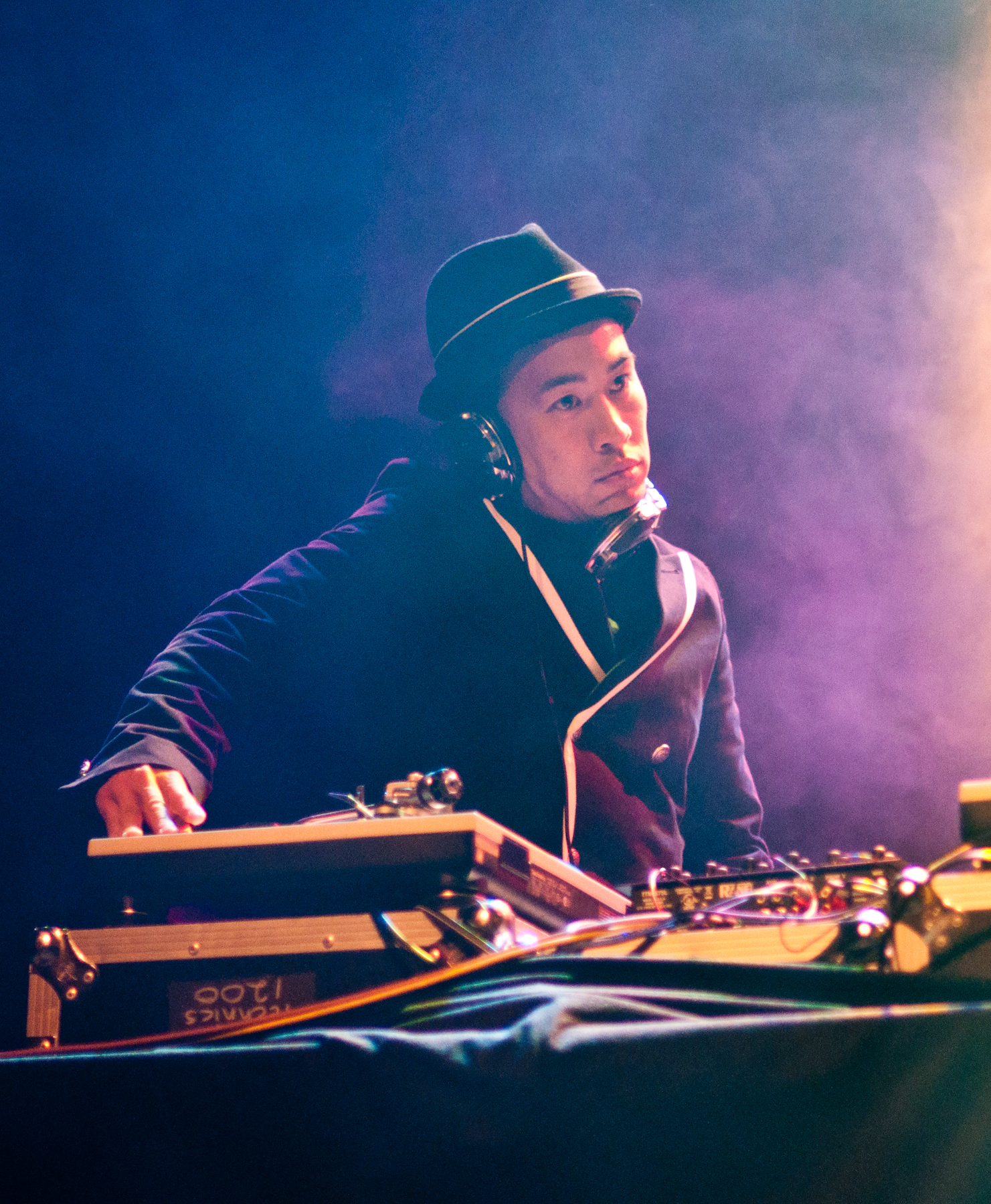
DJ Virman, avec FM à San Diego.

Le disc jockey de la chaîne de radio locale Power 106 DJ, DJ Virman, est officiellement recrut par le groupe. Ils publient un autre single intitulé Lowridin significativement diffusé sur les ondes en 2008. Peu après, ils prévoient la publication d'un deuxième album, et publient Animal en fin d'année. Animal se compose de trois singles à succès fréquemment diffusés à la radio : You’ve Got A Friend, Lowridin, et Girls on the Dance Floor. Girls on the Dance Floor atteint la 27e place du Billboard marquant les débuts du groupe au classement.
L'album comporte plusieurs collaborations avec The Stereotypes, Lil Rob, Baby Bash, Bruno Mars, Wiz Khalifa, Bionik, 24/8, IZ, DB Tonik, et Jah Free. Leurs chansons issues de l'album Animal sont incluses dans des films et séries télévisées. Le single Girls on the Dance Floor est joué dans la quatrième saison de l'émission America's Best Dance Crew sur MTV avec Artistry In Motion, Vogue Evolution et We Are Heroes. Il est également inclus dans la huitième saison de Get Him to the Greek, dans So You Think You Can Dance et dans le septième épisode de la huitième saison de CSI: Miami.

### Free Wired(2010–2011)
En février 2010, Far East Movement signe un contrat avec le label Cherrytree Records, dirigé par Interscope Records. Ils sont actuellement sous la tutelle de Ted Chung de Stampede Management, également président de Doggystyle Records. Plus tard la même année, le groupe soutient Robyn et Kelis à leur tournée avec Dan Black, et est annoncé Monster Ball Tour de Lady Gaga au Japon. Du 13 septembre jusqu'à mi-octobre, le groupe ouvre pour la tournée Up In The Air Tour avec Mike Posner, dans différentes villes d'Amérique du Nord.
Free Wired, leur premier album chez Cherrytree/Interscope Records, est publié le 12 octobre 2010. L'album fait participer Keri Hilson, Lil Jon, Snoop Dogg (leurs chansons étant coécrites par Bruno Mars), Mohombi, Colette Carr, Natalia Kills, Koda Kumi, et Ryan Tedder de OneRepublic. Le 30 octobre 2010 au magazine Billboard, leur single avec The Cataracs et Dev intitulé Like a G6 atteint la première place du Billboard Hot 100 et sur iTunes. Ils sont ensuite programmés pour une tournée avec La Roux, en novembre 2010. Le 20 novembre 2010, l'album Like a G6 atteint le statut de double disque de platine avec deux millions de ventes. Leur second single servant de suite à Like A G6, s'intitule Rocketeer, et est composé avec Ryan Tedder,.
Le groupe est récompensé dans la catégorie « meilleur groupe international » aux M.net Asian Music Awards de 2010. Le groupe se lance en tournée avec Rihanna et Calvin Harris de fin février à début mars, à la tournée Last Girl on Earth Tour de Rihanne. Peu après la fin de la tournée, le groupe lance sa propre tournée, The Free Wired World Tour et visite Manille, Jakarta, Taipei, Hong Kong, Singapour, Séoul, Hambourg et Bangkok. Far East Movement se lance en tournée avec Lil Wayne à sa tournée I Am Still Music. En tournée, le groupe se penche sur son second album à paraître au label Cherrytree Records.

### Dirty BassetKTown Riot(2012–2015)
Leur second album dans un label major, Dirty Bass, est publié le 18 mai 2012. Le single principal s'intitule Live My Life, avec Justin Bieber. Il s'agit d'une version plus réussie de la chanson Jello. Le single est publié le 28 février 2012. La vidéo est tournée dans les rues d'Amsterdam, et réalisée par Mickey Finnegan.
Far East Movement travaille également avec des producteurs comme David Guetta, Bangladesh, Cherry Cherry Boom Boom (alias Cherrytree founder/president Martin Kierszenbaum), will.i.am et RedOne. En septembre 2012, le groupe joue à Charlotte avec Perez Hilton. Le 22 octobre 2012, ils publient le single, For All. Le 29 avril 2013, Far East Movement publie le single Lovetron, en featuring avec Travis Garland. Le 2 juin 2013, ils publient la chanson The Illest, en featuring avec Riff Raff. Le 9 janvier 2014, ils publient la chanson Bang It To The Curb, en featuring avec Sidney Samson. Leur EP KTown Riot est publié le 28 octobre 2014.

### Identity(depuis 2016)
Le 21 septembre 2016, la société sud-coréenne S.M Entertainment annonce une collaboration entre le groupe de k-pop Exo et Far East Movement sur leur chanson Freal Luv, qui fait aussi participer Tinashe et Marshmello. Le 10 octobre 2016, Starship Entertainment annonce la participation de Hyolyn, du girl-group Sistar, sur la nouvelle chanson Umbrella. Ces deux chansons sont incluses dans le cinquième album des Far East Movement, Identity, publié le 21 octobre 2016. Il fait participer Tiffany des Girls' Generation, les rappeurs Yoon Mi-rae, Jay Park, Loco et le groupe de RnB Urban Zakapa, ainsi que Macy Gray, le rappeur Soulja Boy et le producteur britannique MNEK.

## Discographie

### Singles
| Année | Singles                                                     | Charts     | Charts | Charts | Charts               | Charts | Charts | Charts | Charts     | Charts        | Charts         | Charts | Charts | Charts | Charts      | Album           |
| Année | Singles                                                     | US Hot 100 | US Rap | US Pop | CAN Canadian Hot 100 | AUS    | N-Z    | UK     | FRA (SNEP) | BEL (Flandre) | BEL (Wallonie) | P-B    | ALL    | IRL    | SUE Hot 100 | Album           |
| ----- | ----------------------------------------------------------- | ---------- | ------ | ------ | -------------------- | ------ | ------ | ------ | ---------- | ------------- | -------------- | ------ | ------ | ------ | ----------- | --------------- |
| 2010  | Like a G6 (avec The Cataracs et Dev)                        | 1          | 3      | 5      | 3                    | 15     | 1      | 5      | 14         | 2             | 2              | 4      | 15     | 12     | 7           | Free Wired      |
| 2010  | Rocketeer (avec Ryan Tedder)                                | 7          | 9      | 7      | 22                   | 14     | 4      | 4      | —          | 9             | 9              | 47     | 40     | —      | —           | Free Wired      |
| 2011  | 2gether (avec Roger Sanchez et Kanobby)                     | —          | —      | —      | —                    | —      | —      | 92     | —          | 6             | —              | 86     | —      | —      | —           | Free Wired      |
| 2011  | If i Was You (OMG) (avec Snoop Dogg)                        | —          | —      | —      | —                    | 63     | 18     | —      | —          | 7             | —              | —      | —      | —      | —           | Free Wired      |
| 2012  | Jello (avec Rye Rye)                                        | —          | —      | —      | —                    | —      | —      | —      | —          | 72            | —              | —      | —      | —      | —           | Live My Life EP |
| 2012  | Live My Life (avec Justin Bieber)                           | 21         | —      | —      | 4                    | 15     | 15     | 7      | 37         | 39            | 1              | 45     | 8      | 6      | 18          | Dirty Bass      |
| 2012  | Lights Out (Go Crazy) (avec Junior Caldera & Natalia Kills) | —          | —      | —      | 85                   | —      | —      | —      | —          | —             | —              | —      | —      | —      | —           | Dirty Bass      |
| 2012  | Turn Up the Love (avec Cover Drive)                         | —          | —      | —      | —                    | 8      | 8      | 13     | 26         | 78            | 25             | 12     | —      | 14     | 23          | Dirty Bass      |
| 2012  | Change Your Life (avec Sidney Samson & Flo Rida)            | —          | —      | —      | —                    | 60     | —      | —      | —          | —             | —              | —      | 91     | —      | —           | Dirty Bass      |

### Featurings
- 2009 : Space Cowboy - I Came 2 Party (avec Paradiso Girls & Far East Movement)
- 2009 : Space Cowboy - Falling Down (avec Far East Movement)
- 2010 : Roger Sanchez - 2gether (avec Kanobby & Far East Movement)
- 2011 : Frankmusik - Do It In The AM (avec Far East Movement)
- 2012 : Junior Caldera - Lights Out (Go Crazy) (avec Natalia Kills & Far East Movement)
- 2012 : Bingo Players - Get Up (Rattle) (avec Far East Movement)
- 2012 : Bill Kaulitz - If I Die Tomorrow (avec Far East Movement)
- 2016 : Far East Movement - Fighter (feat. Yoonmirae & Autolaser)
- 2016 : Far East Movement x Marshmello - Freal Luv (feat. Chanyeol & Tinashe)
- 2016 : Far East Movement, - F-VR (feat. Candice Pillay & No Riddim)
- 2016 : Far East Movement - Church (feat. Elijah Blake)
- 2016 : Far East Movement - Don't Speak (feat. Tiffany & King Chain)
- 2016 : Far East Movement - SXWME (feat. Jay Park)
- 2016 : Far East Movement - Umbrella (feat. Hyolyn & Gill Chang)
- 2016 : Far East Movement - Double Dip (feat. Soulja Boy & Loco)
- 2016 : Far East Movement - FBG$ (feat. Big K.R.I.T. & MIKNNA)
- 2016 : Far East Movement - Forever Survivor (feat. Macy Gray)
- 2016 : Far East Movement - Fortress (feat. Urban Zakapa)

### Clips
- 2006 : Round Round (avec Storm)
- 2006 : Western (avec Mike-C)
- 2006 : Satisfaction
- 2006 : Eyes Never Lies (avec Mary Jane)
- 2006 : Holla Hey
- 2006 : Smile (avec Ken Oak)
- 2007 : You Got a Friend (avec Baby Bash & Lil Rob)
- 2008 : I Party (avec IZ & DB Tonik)
- 2008 : Dance Like Michael Jackson
- 2009 : Fetish
- 2009 : Lowridin (avec Wiz Khalifa & Bionik)
- 2010 : Fuck the Robots
- 2010 : Go Ape
- 2010 : Girls on the Dancefloor (avec The Stereotypes)
- 2010 : Like a G6 (avec Dev & The Cataracs)
- 2010 : Rocketeer (avec Ryan Tedder)
- 2010 : 2Gether (avec Roger Sanchez & Kanobby)
- 2011 : 2 Is Better (avec Natalia Kills & Ya Boy)
- 2011 : If I Was You (OMG) (avec Snoop Dogg)
- 2011 : So What?
- 2012 : Jello (avec Rye Rye)
- 2012 : Live My Life (avec Justin Bieber)
- 2012 : Live My Life (Party Rock Remix) (avec Justin Bieber & Redfoo)
- 2012 : Dirty Bass (avec Tyga)
- 2012 : Turn Up the Love (avec Cover Drive)
- 2012 : Little Bird
- 2012 : For All
- 2012 : Change Your Life (avec Flo Rida & Sidney Samson)
- 2012 : Christmas in Downtown LA (avec MNEK)
- 2013 : The Illest (avec Riff Raff)